# チャールズ・ハワード (第11代ノーフォーク公)
第11代ノーフォーク公爵チャールズ・ハワード（英: Charles Howard, 11th Duke of Norfolk, PC FRS FSA、1746年3月15日 – 1815年12月16日）は、イギリスの政治家、貴族。
代々カトリックであるノーフォーク公爵の中でプロテスタントに改宗した異色の人物である。プロテスタントに改宗したため庶民院議員・貴族院議員を務めることができ、ホイッグ党の政治家として自由主義的な活動を行った。
父が爵位を継承した1777年から自身が爵位を継承する1786年までアランデル＝サリー伯爵（Earl of Arundel and Surrey）の儀礼称号を使用した。

## 経歴

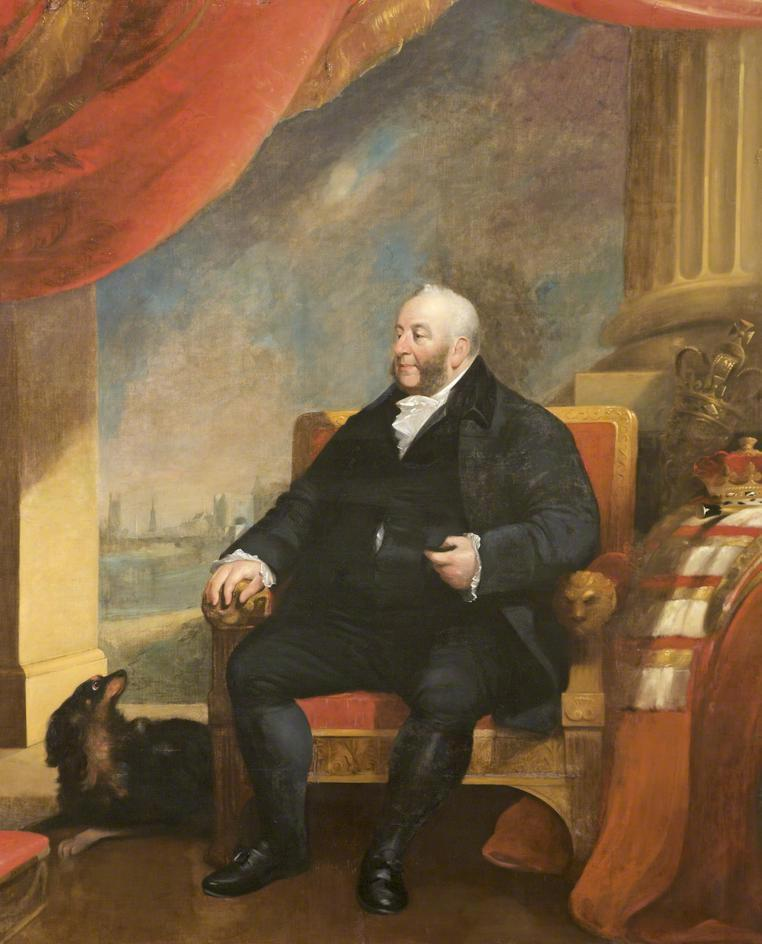
ジェイムズ・ロンズデールが描いた晩年のノーフォーク公の肖像画。

1746年3月15日、後に第10代ノーフォーク公となるチャールズ・ハワードとその妻キャサリン（旧姓ブロックホールズ）の息子として生まれる。グレイストック城でカトリックの家庭教師から教育を受けて育つ。またフランスにも長く留学していた。
当時はカトリックに議員資格の無い時代であったため、政界入りを希望していた彼は1780年にプロテスタントに改宗した。そして1780年と1784年の選挙でカーライル選挙区から当選して庶民院議員となった。議会内では自由主義政党ホイッグ党に所属し、フォックス派として自由主義的な活動を行った。1780年にはジョン・ダニング提出の「王権を封じるべし」との動議に賛成した。またアメリカ独立を擁護し、アメリカへの派兵に反対した。
1782年8月に副軍務伯となり、1782年9月にはヨークシャーの西リディング知事に就任した。
1786年8月31日に父が死去し、第11代ノーフォーク公爵位とノーフォーク公爵家の世襲職軍務伯職を継承した。プロテスタントに改宗していたので、そのまま貴族院議員となる。貴族院議員となった後も自由主義者として活動し、奴隷貿易廃止や選挙法改正を訴えた。また1798年1月24日の晩餐会の席上では「人民という君主のために乾杯する」と音頭を取ったが、これに国王ジョージ3世が激怒し、西リディング知事の役職を免職されている。
1807年1月14日にはサセックス知事に任じられているが、死去の直前の1815年6月にマグナ・カルタ六百年記念パーティーを催しており、最後までホイッグ貴族として自由主義者の立場を崩さなかった。
1815年12月16日にセント・ジェイムズ・スクエアのノーフォーク・ハウスで死去した。同月23日にサリー州ドーキングに埋葬される。
嫡出子の男子がなかったため、三従兄弟（みいとこ）のバーナード・ハワードがノーフォーク公爵位を継承した。

## 人物
プロテスタントに改宗して政界入りし、ホイッグ党の自由主義政治家として活躍した。自由主義者としての信条は本物であったが、プロテスタントになったのは方便だったようである。サー・ウィリアム・ラクソールの回顧録によると、公爵は酒に酔うと自分の気持ちはカトリック教会にあることを告白したという。彼が形式的にプロテスタントに改宗したのは反カトリック暴動のゴードン暴動に恐怖したのと政界入りを希望していたためだったと見られる。
大酒のみであり、ビール、ワイン、ブランデーなど種類を選ばずにがぶ飲み、「公爵の酒は質ではなく量」と称された。道楽者の皇太子ジョージ（後のジョージ4世）とは飲み仲間だった。大食漢でもあり、ビーフステーキを3枚も4枚も平らげたという。
極度の水嫌いであり、顔や身体を洗うことを拒否した。そのため悪臭が漂わせていることが多く、それがあまりに酷くなった時には泥酔して熟睡したのを見計らって召使たちが裸にして大急ぎで洗いあげたという。
フリーメイソンリーであり、1789年から1790年までヘレフォードシャーのフリーメイソンのグランドマスターを務めた。
居城であるアランデル城を今日の形へと改築したのも彼であり、当時としては珍しいことだったが、改築後には城を無料で一般公開した。

## 栄典

### 爵位
1786年8月31日に父チャールズ・ハワードの死去により以下の爵位を継承した。
- 第11代ノーフォーク公爵 (11th Duke of Norfolk)
(1483年6月28日の勅許状によるイングランド貴族爵位)
- 第29代アランデル伯爵 (29th Earl of Arundel)
(1138年頃創設のイングランド貴族爵位)
- 第12代サリー伯爵 (12th Earl of Surrey)
(1483年6月28日の勅許状によるイングランド貴族爵位)
- 第9代ノーフォーク伯爵 (9th Earl of Norfolk)
(1644年6月6日の勅許状によるイングランド貴族爵位)
- 第19代マルトレイヴァース男爵 (19th Baron Maltravers)
(1330年6月5日の議会招集令状（英語版）によるイングランド貴族爵位)
- 第9代フィッツアラン＝クラン＝オズワルデスタ男爵 (9th Baron FitzAlan, Clun and Oswaldestre)
(1627年の議会法によるイングランド貴族爵位)

### 栄典・名誉職など
- 1767年6月18日、王立協会フェロー(FRS)[13]
- 1779年11月11日、ロンドン考古協会フェロー(FSA)[14]
- 1782年 – 1798年、ウェスト・ライディング・オブ・ヨークシャー統監（英語版）[15]
- 1783年 – 1798年、枢密顧問官(PC)[15]
- 1794年3月22日 – 1815年、科学技術産業振興協会（王立技芸協会）会長[1]
- 1807年 – 1815年、サセックス統監（英語版）[15]

## 家族
1767年にジョン・コピンジャー（John Coppinger）の娘マリアン（Marian）と結婚したが、彼女はその翌年に出産の際に死去した。ついで1771年にチャールズ・フィッツロイ・スカダモー（Charles Fitz-Roy Scudamore）の娘フランセスと再婚したが、彼女は間もなく精神病となった。公爵はフランセスと離婚せずにエドワード・ギボンの従兄妹に当たるメアリー・ギボンと愛人関係を持った。メアリーとの間に非嫡出子を6人も儲けたが（うち2人が男子で、彼らは後にノーフォーク公爵家が支配する紋章院で高官になっており、サー・ウィリアム・ウッズとその子のアルバート・ウッズはガーター主席紋章官を務めた。）、フランセスとの間には嫡出子ができなかった。
そのためノーフォーク公爵位は三従兄弟のバーナード・ハワードが継承している。